# Dadhapatna
Dadhapatna è una suddivisione dell'India, classificata come census town, di 4.415 abitanti, situata nel distretto di Cuttack, nello stato federato dell'Orissa. In base al numero di abitanti la città rientra nella classe VI (meno di 5.000 persone).

## Geografia fisica
La città è situata a 20° 25' 55 N e 85° 48' 35 E.

## Società

### Evoluzione demografica
Al censimento del 2001 la popolazione di Dadhapatna assommava a 4.415 persone, delle quali 2.338 maschi e 2.077 femmine. I bambini di età inferiore o uguale ai sei anni assommavano a 528, dei quali 269 maschi e 259 femmine. Infine, coloro che erano in grado di saper almeno leggere e scrivere erano 3.217, dei quali 1.880 maschi e 1.337 femmine.